# Epidelaxia obscura
Epidelaxia obscura là một loài nhện trong họ Salticidae.
Loài này thuộc chi Epidelaxia. Epidelaxia obscura được Eugène Simon miêu tả năm 1902.